# Capsicum friburgense
Capsicum friburgense es una especie del género Capsicum de las solanáceas, originaria del sureste de Brasil donde se encuentra silvestre y es endémico. Fue descrito por vez primera por Bianch. & Barboza en 2005 de un espécimen localizado en 1986 en una estrecha zona de Nova Friburgo (Brasil).

## Características
Capsicum friburgense es un arbusto de 0,8 a 2,5 metros de altura con poca ramificación y en el que el tallo está hueco. Las hojas son generalmente solitarias, raramente en pares y son de 2,6 a 3,6 veces más largo que ancho, de ovadas a elípticas, el borde es liso y vuelto hacia adelante. Las hojas son entre 5,5 y 8.5 cm de largo y entre 2,5 y 4,5 cm de ancho. Los pecíolos tienen una longitud de 0,6 a 1,2 cm.
En los brotes de las ramas se presentan flores de forma individual o en parejas. El tamaño medio es de entre 2,1 y 4,9 cm de largo cuyos pedúnculos se dirigen hacia arriba o ligeramente doblados hacia abajo. El cáliz en forma de copa es de 2 a 3 mm en el cual sus cinco dientes son de una longitud de 1,2 a 3 mm, en el borde del cáliz y en los dientes de la copa se encuentra una fila de cortos Tricomas. Los pétalos de la flor todavía cerrada son de color púrpura, mientras que en la apertura viran de color púrpura a rosa intenso. Los pétalos al abrirse tienen forma de campana con la urna hacia arriba. Por lo tanto, C. friburgense es de las únicas especies silvestres del género Capsicum, en la que no se producen flecos en la corola y sus pétalos siendo de color púrpura o rosa están completos y sin manchas. La forma de la flor es casi única dentro del género. La flor abierta tiene un diámetro de 7,5 a 10,5 mm y una longitud de 9 a 12 mm. Los estambres son amarillentos.
Desde la fecundación de las flores desarrollan una baya redonda, ligeramente hundida, al principio de color verde oscuro, a la madurez son de color verde pálido a verde amarillento. El tamaño es de 5 a 6 mm × 6 a 8 mm. En el fruto, hay de cuatro y ocho semillas de color marrón negruzco que tienen un tamaño de 2,5 a 3 × 3 a 3,5 mm de espesor y testa.

## Diferencias con otras especies de Capsicum
Diferenciadores únicos se pueden encontrar en ciertas características de la flor, principalmente en el color y la forma de la flor. Solo otras dos especies tales como C. scolnikianum y C. cardenasii se les puede observar flores en forma de campana, pero nunca en forma de urna. Hay otras especies con pétalos sin manchas pero no son pétalos púrpuras completamente. Son ya sea blancos (por ejemplo, C. annuum o C. chacoense), o amarillos o amarillento (por ejemplo, C. scolnikianum, C. rhomboideum o C. hookerianum).
C. friburgense tiene en contraste con todos los Capsicum domesticados en cultivo, 13 pares cromosómicos en lugar de los 12 de los domesticados. Las investigaciones de las especies silvestres y semi-silvestres de los Capsicum brasileños mostraron que el número de especies con 13 pares de cromosomas es significativamente mayor de lo que se creía en un principio. Estos resultados se presentan en algunas de las hasta ahora no probadas suposiciones acerca de la historia evolutiva de los géneros Capsicum en cuestión. Ejemplo, se creía que el par 13 de cromosomas causados por mecanismos tales como la fisión céntrica (centric fission). Sin embargo, desde entonces, se ha encontrado que los 12 pares restantes "originales" de cromosomas carecen de cualquier característica que pueda indicar una fisión céntrica, por lo cual esta teoría puede ser considerada como incorrecta. Más bien, ahora resulta ser más probable que el grupo de especies con 13 pares de cromosomas es el original, mientras que en la creciente propagación de las especies hacia el norte un par de cromosomas se pierde en forma todavía inexplicable. Las especies con solo 12 pares de cromosomas en consecuencia cambiaron su apariencia, por ejemplo predominantemente mediante la formación de frutos rojos. Al igual que en el área de distribución original sureste de Brasil se mantuvieron las condiciones climáticas constantes, donde las especies con 13 pares de cromosomas fueron capaces de sobrevivir, mientras que más al norte penetraron en especial las especies con 12 pares de cromosomas.

## Hábitat
La especie crece endémica solo en un área muy limitada en los bosques húmedos ralos y bajos con suelos arenosos cerca de la ciudad brasileña de Nova Friburgo, a altitudes de 1750 y 1920 m s. n. m.

## Taxonomía
Capsicum friburgense fue descrita en 2005 por Bianch. & Barboza mediante un espécimen, que se recogió en junio de 1986 y el trabajo fue publicado en « Systematic Botany 30: 865. 2005. (Syst. Bot.) »
Citología
- El número cromosómico del género Capsicum es de 2n=24, pero hay algunas especies silvestres con 26 cromosomas entre ellas C. friburgense que tiene 13 parejas de cromosomas (otros capsicum tienen 12)[7][8]

Etimología
Capsicum: neologismo botánico moderno que deriva del vocablo latino capsŭla, ae, ‘caja’, ‘cápsula’, ‘arconcito’, diminutivo de capsa, -ae, del griego χάψα, con el mismo sentido, en alusión al fruto, que es un envoltorio casi vacío. En realidad, el fruto es una baya y no una cápsula en el sentido botánico del término.
friburgense: epíteto latino, puesto por la zona brasileña de Nova Friburgo donde se descubrió el primer espécimen.